# Łączność satelitarna
Łącze satelitarne – rodzaj radiowego łącza telekomunikacyjnego, system łączności. Połączenie odbywa się poprzez odpowiednią stację przekaźnikową, zwaną transponderem, umieszczoną na sztucznym satelicie Ziemi. Sygnały do i z transpondera wysyłane są dupleksowo, dwuczęstotliwościowo, nazywamy to odpowiednio uplink i downlink. 
W zależności od rodzaju i wielkości transmisji przewidzianych w systemie oraz ilości jednocześnie aktywnych terminali naziemnych, satelita wykorzystywany do celów telekomunikacyjnych może być wyposażony w kilka lub kilkadziesiąt transponderów (od około 10 – 110) - w zależności od wymaganej szerokości pasma (najczęściej 36 MHz lub 54 MHz) Zakres częstotliwości roboczych jest zależny od zastosowania i rodzaju zajmowanej orbity. 
Satelity telekomunikacyjne są tanią alternatywą dla regionów o słabo rozwiniętej infrastrukturze telekomunikacyjnej, ponieważ dla dalekodystansowych połączeń o dużej prędkości przesyłu są korzystniejszą ekonomicznie opcją niż rozbudowa lub budowa naziemnych struktur telekomunikacyjnych.
Stacje satelitarne
Od chwili oddzielenia się satelity od ostatniego członu rakiety wynoszącej kontrolę nad dalszym lotem satelity i jego funkcjonowaniem przez cały czas trwania misji (np. 10 lat) przejmuje naziemna stacja kontrolna TTAC (Tracking, Telemetry and Command), która nawiązuje łączność, stabilizuje lot, sprawdza na bieżąco wszystkie parametry transpondera, łącznie z korektą jego orbity oraz kierunkowością anten i poprawnością działania kanałów komunikacyjnych. Operatorzy stacji TTAC prowadzą stały nadzór stanu technicznego satelity komunikacyjnego, a w przypadkach awarii elementów napędowych lub komunikacyjnych przeprowadzają zamianę uszkodzonych elementów na zapasowe układy redundancyjne (technika zdalnej redundancji układów transpondera jest jedną z istotnych funkcji satelity).
Nad właściwym wykorzystaniem łączy komunikacyjnych przekaźnika lub kilku równocześnie orbitujących przekaźników czuwa wydzielona stacja centralnego sterowania satelitami SCC (Satellite Control Center). Centrum to, oprócz kontroli i zarządzania połączeniami satelitarnymi z siecią PSTN przez huby i routery, ma dodatkowo możliwość nadrzędnego przejęcia wszystkich funkcji sterujących z podległej mu stacji kontroli TTAC. 